# Верховна Рада України VIII скликання
Верховна Рада України VIII скликання обрана на позачергових виборах 26 жовтня 2014 року. Депутати набули повноважень 27 листопада 2014 року. 21 травня 2019 року Президент Володимир Зеленський підписав Указ про дострокове припинення повноважень Верховної Ради. Згідно з Конституцією, позачергові вибори до парламенту мають відбутися протягом 60 днів після офіційного указу про його розпуск. Президент призначив дострокові парламентські вибори на 21 липня 2019 року.

## Склад пропорційної частини
Сформована за результатами виборів до Верховної Ради 26 жовтня 2014 року.
|         | Партія                        | 1-й номер                    | % голосів | Депутати |
| ------- | ----------------------------- | ---------------------------- | --------- | -------- |
|         | Народний фронт                | Яценюк Арсеній Петрович      | 22,14     | 64       |
|         | Блок Петра Порошенка          | Кличко Віталій Володимирович | 21,82     | 63       |
|         | Об'єднання «Самопоміч»        | Гопко Ганна Миколаївна       | 10,97     | 32       |
|         | Опозиційний блок              | Бойко Юрій Анатолійович      | 9,42      | 27       |
|         | Радикальна партія Олега Ляшка | Ляшко Олег Валерійович       | 7,44      | 22       |
|         | ВО «Батьківщина»              | Савченко Надія Вікторівна    | 5,68      | 17       |
| Загалом | Загалом                       | Загалом                      | Загалом   | 225      |

Разом ці політичні сили набрали близько 77,47 % голосів. Усі інші політичні партії не набрали прохідного відсотка голосів у 5 %.
У мажоритарних округах також перемогли представники партій ВО «Свобода» (6), «Воля», ВАО «Заступ», «Правий сектор», «Сильна Україна» (по 1); на проміжних виборах — також «Українське об'єднання патріотів — УКРОП» (2), «Наш край» (1).

## Коаліція
21 листопада 2014 року між представниками «Народного фронту», «Блоку Петра Порошенка», Об'єднання «Самопоміч», ВО «Батьківщина», Радикальної партії Олега Ляшка підписано коаліційну угоду. Коаліція перестала існувати 17 травня 2019 року після виходу з її складу фракції політичної партії «Народний фронт».

## Керівництво
| Посада        | Особа                         | Час на посаді                      | Партія                 |
| ------------- | ----------------------------- | ---------------------------------- | ---------------------- |
| Голова        | Гройсман Володимир Борисович  | 27 листопада 2014 — 14 квітня 2016 | Блок Петра Порошенка   |
| Голова        | Парубій Андрій Володимирович  | 14 квітня 2016 — 29 серпня 2019    | Народний фронт         |
| 1-й заступник | Парубій Андрій Володимирович  | 4 грудня 2014 — 14 квітня 2016     | Народний фронт         |
| 1-й заступник | Геращенко Ірина Володимирівна | 14 квітня 2016 — 29 серпня 2019    | Блок Петра Порошенка   |
| Заступник     | Сироїд Оксана Іванівна        | 4 грудня 2014 — 29 серпня 2019     | Об'єднання «Самопоміч» |

## Депутати
На час закінчення повноважень у Верховній Раді налічувалося 422 депутати, які входили до 8 депутатських фракцій і груп: 
| Фракція, група                                     | Голова                                               |
| -------------------------------------------------- | ---------------------------------------------------- |
| Фракція партії «Блок Петра Порошенка»              | Герасимов Артур Володимирович                        |
| Фракція політичної партії «Народний фронт»         | Бурбак Максим Юрійович                               |
| Фракція політичної партії «Опозиційний блок»       | Новинський Вадим Владиславович                       |
| Фракція політичної партії «Об'єднання „Самопоміч“» | Березюк Олег Романович                               |
| Група «Партія відродження»                         | Хомутиннік Віталій Юрійович Бондар Віктор Васильович |
| Фракція Радикальної партії Олега Ляшка             | Ляшко Олег Валерійович                               |
| Фракція всеукраїнського об'єднання «Батьківщина»   | Тимошенко Юлія Володимирівна                         |
| Група «Воля народу»                                | Москаленко Ярослав Миколайович                       |
| Позафракційні                                      |                                                      |

З 27 листопада 2014 року по 5 березня 2015 року також існувала група «Економічний розвиток»
До 17 червня 2015 року депутатська група «Партія відродження» мала назву «Відродження».
10 листопада 2014 року ЦВК визнала обраними 421 депутата, 18 листопада і 15 грудня ще по одному. Повноваження більшості народних депутатів України почалися з моменту складення присяги — 27 листопада 2014 року.
Список депутатів
| ПІБ                                    | Фото | Партія                                  | Область                   | № округу | № у списку | Початок повноважень | Кінець повноважень |
| -------------------------------------- | ---- | --------------------------------------- | ------------------------- | -------- | ---------- | ------------------- | ------------------ |
| Яценюк Арсеній Петрович                |      | Народний фронт                          | Багатомандатний округ     |          | 1          | 27.11.2014          | 02.12.2014         |
| Чорновол Тетяна Миколаївна             |      | Народний фронт                          | Багатомандатний округ     |          | 2          | 27.11.2014          | 29.08.2019         |
| Турчинов Олександр Валентинович        |      | Народний фронт                          | Багатомандатний округ     |          | 3          | 27.11.2014          | 14.01.2015         |
| Парубій Андрій Володимирович           |      | Народний фронт                          | Багатомандатний округ     |          | 4          | 27.11.2014          | 29.08.2019         |
| Тетерук Андрій Анатолійович            |      | Народний фронт                          | Багатомандатний округ     |          | 5          | 27.11.2014          | 29.08.2019         |
| Аваков Арсен Борисович                 |      | Народний фронт                          | Багатомандатний округ     |          | 6          | 27.11.2014          | 02.12.2014         |
| Сюмар Вікторія Петрівна                |      | Народний фронт                          | Багатомандатний округ     |          | 7          | 27.11.2014          | 29.08.2019         |
| Кириленко В'ячеслав Анатолійович       |      | Народний фронт                          | Багатомандатний округ     |          | 8          | 27.11.2014          | 02.12.2014         |
| Гриневич Лілія Михайлівна              |      | Народний фронт                          | Багатомандатний округ     |          | 9          | 27.11.2014          | 14.04.2016         |
| Береза Юрій Миколайович                |      | Народний фронт                          | Багатомандатний округ     |          | 10         | 27.11.2014          | 29.08.2019         |
| Петренко Павло Дмитрович               |      | Народний фронт                          | Багатомандатний округ     |          | 11         | 27.11.2014          | 02.12.2014         |
| Пашинський Сергій Володимирович        |      | Народний фронт                          | Багатомандатний округ     |          | 12         | 27.11.2014          | 29.08.2019         |
| Тимчук Дмитро Борисович                |      | Народний фронт                          | Багатомандатний округ     |          | 13         | 27.11.2014          | 19.06.2019         |
| Мартиненко Микола Володимирович        |      | Народний фронт                          | Багатомандатний округ     |          | 14         | 27.11.2014          | 22.12.2015         |
| Денісова Людмила Леонтіївна            |      | Народний фронт                          | Багатомандатний округ     |          | 15         | 27.11.2014          | 15.03.2018         |
| Іванчук Андрій Володимирович           |      | Народний фронт                          | Багатомандатний округ     |          | 16         | 27.11.2014          | 29.08.2019         |
| Васюник Ігор Васильович                |      | Народний фронт                          | Багатомандатний округ     |          | 17         | 27.11.2014          | 29.08.2019         |
| Лук'янчук Руслан Валерійович           |      | Народний фронт                          | Багатомандатний округ     |          | 18         | 27.11.2014          | 29.08.2019         |
| Лунченко Валерій Валерійович           |      | Народний фронт                          | Багатомандатний округ     |          | 19         | 27.11.2014          | 29.08.2019         |
| Донець Тетяна Анатоліївна              |      | Народний фронт                          | Багатомандатний округ     |          | 20         | 27.11.2014          | 29.08.2019         |
| Геращенко Антон Юрійович               |      | Народний фронт                          | Багатомандатний округ     |          | 21         | 27.11.2014          | 29.08.2019         |
| Савчук Юрій Петрович                   |      | Народний фронт                          | Багатомандатний округ     |          | 22         | 27.11.2014          | 29.08.2019         |
| Левус Андрій Мар'янович                |      | Народний фронт                          | Багатомандатний округ     |          | 23         | 27.11.2014          | 29.08.2019         |
| Дзензерський Денис Вікторович          |      | Народний фронт                          | Багатомандатний округ     |          | 24         | 27.11.2014          | 29.08.2019         |
| Шкварилюк Володимир Васильович         |      | Народний фронт                          | Багатомандатний округ     |          | 25         | 27.11.2014          | 29.08.2019         |
| Матейченко Костянтин Володимирович     |      | Народний фронт                          | Багатомандатний округ     |          | 26         | 27.11.2014          | 29.08.2019         |
| Ледовських Олена Володимирівна         |      | Народний фронт                          | Багатомандатний округ     |          | 27         | 27.11.2014          | 29.08.2019         |
| Колганова Олена Валеріївна             |      | Народний фронт                          | Багатомандатний округ     |          | 28         | 27.11.2014          | 29.08.2019         |
| Фаєрмарк Сергій Олександрович          |      | Народний фронт                          | Багатомандатний округ     |          | 29         | 27.11.2014          | 29.08.2019         |
| Сидорчук Вадим Васильович              |      | Народний фронт                          | Багатомандатний округ     |          | 30         | 27.11.2014          | 29.08.2019         |
| Заставний Роман Йосипович              |      | Народний фронт                          | Багатомандатний округ     |          | 31         | 27.11.2014          | 29.08.2019         |
| Дейдей Євген Сергійович                |      | Народний фронт                          | Багатомандатний округ     |          | 32         | 27.11.2014          | 29.08.2019         |
| Семерак Остап Михайлович               |      | Народний фронт                          | Багатомандатний округ     |          | 33         | 27.11.2014          | 14.04.2016         |
| Княжицький Микола Леонідович           |      | Народний фронт                          | Багатомандатний округ     |          | 34         | 27.11.2014          | 29.08.2019         |
| Бабенко Валерій Борисович              |      | Народний фронт                          | Багатомандатний округ     |          | 35         | 27.11.2014          | 29.08.2019         |
| Ксенжук Олександр Степанович           |      | Народний фронт                          | Багатомандатний округ     |          | 36         | 27.11.2014          | 29.08.2019         |
| Логвинський Георгій Володимирович      |      | Народний фронт                          | Багатомандатний округ     |          | 37         | 27.11.2014          | 29.08.2019         |
| Єленський Віктор Євгенович             |      | Народний фронт                          | Багатомандатний округ     |          | 38         | 27.11.2014          | 29.08.2019         |
| Поляков Максим Анатолійович            |      | Народний фронт                          | Багатомандатний округ     |          | 39         | 27.11.2014          | 29.08.2019         |
| Величкович Микола Романович            |      | Народний фронт                          | Багатомандатний округ     |          | 40         | 27.11.2014          | 29.08.2019         |
| Горбунов Олександр Володимирович       |      | Народний фронт                          | Багатомандатний округ     |          | 41         | 27.11.2014          | 29.08.2019         |
| Хміль Михайло Михайлович               |      | Народний фронт                          | Багатомандатний округ     |          | 42         | 27.11.2014          | 29.08.2019         |
| Унгурян Павло Якимович                 |      | Народний фронт                          | Багатомандатний округ     |          | 43         | 27.11.2014          | 29.08.2019         |
| Висоцький Сергій Віталійович           |      | Народний фронт                          | Багатомандатний округ     |          | 44         | 27.11.2014          | 29.08.2019         |
| Ванат Петро Михайлович                 |      | Народний фронт                          | Багатомандатний округ     |          | 45         | 27.11.2014          | 08.02.2017         |
| Войцеховська Світлана Михайлівна       |      | Народний фронт                          | Багатомандатний округ     |          | 46         | 27.11.2014          | 29.08.2019         |
| Бриченко Ігор Віталійович              |      | Народний фронт                          | Багатомандатний округ     |          | 47         | 27.11.2014          | 29.08.2019         |
| Котвіцький Ігор Олександрович          |      | Народний фронт                          | Багатомандатний округ     |          | 48         | 27.11.2014          | 29.08.2019         |
| Пинзеник Павло Васильович              |      | Народний фронт                          | Багатомандатний округ     |          | 49         | 27.11.2014          | 29.08.2019         |
| Сочка Олександр Олександрович          |      | Народний фронт                          | Багатомандатний округ     |          | 50         | 27.11.2014          | 29.08.2019         |
| Кадикало Микола Олегович               |      | Народний фронт                          | Багатомандатний округ     |          | 51         | 27.11.2014          | 29.08.2019         |
| Масоріна Олена Сергіївна               |      | Народний фронт                          | Багатомандатний округ     |          | 52         | 27.11.2014          | 29.08.2019         |
| Присяжнюк Олександр Анатолійович       |      | Народний фронт                          | Багатомандатний округ     |          | 53         | 27.11.2014          | 29.08.2019         |
| Кацер-Бучковська Наталія Володимирівна |      | Народний фронт                          | Багатомандатний округ     |          | 54         | 27.11.2014          | 29.08.2019         |
| Соляр Володимир Миронович              |      | Народний фронт                          | Багатомандатний округ     |          | 55         | 27.11.2014          | 29.08.2019         |
| Сторожук Дмитро Анатолійович           |      | Народний фронт                          | Багатомандатний округ     |          | 56         | 27.11.2014          | 06.09.2016         |
| Кремінь Тарас Дмитрович                |      | Народний фронт                          | Багатомандатний округ     |          | 59         | 27.11.2014          | 29.08.2019         |
| Кривенко Вадим Валерійович             |      | Народний фронт                          | Багатомандатний округ     |          | 60         | 27.11.2014          | 29.08.2019         |
| Єфремова Ірина Олексіївна              |      | Народний фронт                          | Багатомандатний округ     |          | 63         | 27.11.2014          | 04.10.2018         |
| Алексєєв Ігор Сергійович               |      | Народний фронт                          | Багатомандатний округ     |          | 64         | 27.11.2014          | 29.08.2019         |
| Бойко Олена Петрівна                   |      | Народний фронт                          | Багатомандатний округ     |          | 66         | 27.11.2014          | 29.08.2019         |
| Корчик Віталій Андрійович              |      | Народний фронт                          | Багатомандатний округ     |          | 67         | 27.11.2014          | 29.08.2019         |
| Помазанов Андрій Віталійович           |      | Народний фронт                          | Багатомандатний округ     |          | 68         | 27.11.2014          | 29.08.2019         |
| Кривошея Геннадій Григорович           |      | Народний фронт                          | Багатомандатний округ     |          | 69         | 27.11.2014          | 29.08.2019         |
| Стеценко Дмитро Олександрович          |      | Народний фронт                          | Багатомандатний округ     |          | 70         | 04.12.2014          | 29.08.2019         |
| Драюк Сергій Євсейович                 |      | Народний фронт                          | Багатомандатний округ     |          | 71         | 04.12.2014          | 29.08.2019         |
| Романовський Олександр Володимирович   |      | Народний фронт                          | Багатомандатний округ     |          | 72         | 09.12.2014          | 29.08.2019         |
| Дроздик Олександр Валерійович          |      | Народний фронт                          | Багатомандатний округ     |          | 74         | 04.12.2014          | 29.08.2019         |
| Бабій Юрій Юрійович                    |      | Народний фронт                          | Багатомандатний округ     |          | 75         | 27.01.2015          | 29.08.2019         |
| Підберезняк Вадим Іванович             |      | Народний фронт                          | Багатомандатний округ     |          | 76         | 24.12.2015          | 29.08.2019         |
| Єдаков Ярослав Юрійович                |      | Народний фронт                          | Багатомандатний округ     |          | 77         | 21.04.2016          | 29.08.2019         |
| Мепарішвілі Хвича Нодарович            |      | Народний фронт                          | Багатомандатний округ     |          | 78         | 21.04.2016          | 29.08.2019         |
| Данілін Владислав Юрійович             |      | Народний фронт                          | Багатомандатний округ     |          | 79         | 22.09.2016          | 29.08.2019         |
| Бендюженко Федір Володимирович         |      | Народний фронт                          | Багатомандатний округ     |          | 80         | 21.02.2017          | 29.08.2019         |
| Побочіх Михайло Олександрович          |      | Народний фронт                          | Багатомандатний округ     |          | 81         | 22.03.2018          | 29.08.2019         |
| Савка Іван Іванович                    |      | Народний фронт                          | Багатомандатний округ     |          | 84         | 16.10.2018          | 29.08.2019         |
| Луценко Юрій Віталійович               |      | Блок Петра Порошенка                    | Багатомандатний округ     |          | 2          | 27.11.2014          | 12.05.2016         |
| Богомолець Ольга Вадимівна             |      | Блок Петра Порошенка                    | Багатомандатний округ     |          | 3          | 27.11.2014          | 29.08.2019         |
| Гройсман Володимир Борисович           |      | Блок Петра Порошенка                    | Багатомандатний округ     |          | 4          | 27.11.2014          | 14.04.2016         |
| Джемілєв Мустафа                       |      | Блок Петра Порошенка                    | Багатомандатний округ     |          | 5          | 27.11.2014          | 29.08.2019         |
| Мамчур Юлій Валерійович                |      | Блок Петра Порошенка                    | Багатомандатний округ     |          | 6          | 27.11.2014          | 29.08.2019         |
| Матіос Марія Василівна                 |      | Блок Петра Порошенка                    | Багатомандатний округ     |          | 7          | 02.12.2014          | 29.08.2019         |
| Томенко Микола Володимирович           |      | Блок Петра Порошенка                    | Багатомандатний округ     |          | 8          | 27.11.2014          | 25.03.2016         |
| Геращенко Ірина Володимирівна          |      | Блок Петра Порошенка                    | Багатомандатний округ     |          | 9          | 27.11.2014          | 29.08.2019         |
| Ковальчук Віталій Анатолійович         |      | Блок Петра Порошенка                    | Багатомандатний округ     |          | 10         | 27.11.2014          | 14.01.2015         |
| Квіт Сергій Миронович                  |      | Блок Петра Порошенка                    | Багатомандатний округ     |          | 11         | 27.11.2014          | 02.12.2014         |
| Князевич Руслан Петрович               |      | Блок Петра Порошенка                    | Багатомандатний округ     |          | 12         | 27.11.2014          | 29.08.2019         |
| Стець Юрій Ярославович                 |      | Блок Петра Порошенка                    | Багатомандатний округ     |          | 13         | 27.11.2014          | 02.12.2014         |
| Гринів Ігор Олексійович                |      | Блок Петра Порошенка                    | Багатомандатний округ     |          | 14         | 27.11.2014          | 29.08.2019         |
| Продан Оксана Петрівна                 |      | Блок Петра Порошенка                    | Багатомандатний округ     |          | 15         | 27.11.2014          | 29.08.2019         |
| Новак Наталія Василівна                |      | Блок Петра Порошенка                    | Багатомандатний округ     |          | 16         | 27.11.2014          | 29.08.2019         |
| Пинзеник Віктор Михайлович             |      | Блок Петра Порошенка                    | Багатомандатний округ     |          | 17         | 27.11.2014          | 29.08.2019         |
| Заліщук Світлана Петрівна              |      | Блок Петра Порошенка                    | Багатомандатний округ     |          | 18         | 27.11.2014          | 29.08.2019         |
| Лещенко Сергій Анатолійович            |      | Блок Петра Порошенка                    | Багатомандатний округ     |          | 19         | 27.11.2014          | 29.08.2019         |
| Найєм Мустафа-Масі                     |      | Блок Петра Порошенка                    | Багатомандатний округ     |          | 20         | 27.11.2014          | 29.08.2019         |
| Черненко Олександр Миколайович         |      | Блок Петра Порошенка                    | Багатомандатний округ     |          | 21         | 27.11.2014          | 29.08.2019         |
| Павленко Ростислав Миколайович         |      | Блок Петра Порошенка                    | Багатомандатний округ     |          | 22         | 27.11.2014          | 14.01.2015         |
| Іонова Марія Миколаївна                |      | Блок Петра Порошенка                    | Багатомандатний округ     |          | 23         | 27.11.2014          | 29.08.2019         |
| Палатний Артур Леонідович              |      | Блок Петра Порошенка                    | Багатомандатний округ     |          | 24         | 27.11.2014          | 29.08.2019         |
| Романюк Роман Сергійович               |      | Блок Петра Порошенка                    | Багатомандатний округ     |          | 25         | 27.11.2014          | 29.08.2019         |
| Розенко Павло Валерійович              |      | Блок Петра Порошенка                    | Багатомандатний округ     |          | 26         | 27.11.2014          | 02.12.2014         |
| Заболотний Григорій Михайлович         |      | Блок Петра Порошенка                    | Багатомандатний округ     |          | 27         | 27.11.2014          | 29.08.2019         |
| Южаніна Ніна Петрівна                  |      | Блок Петра Порошенка                    | Багатомандатний округ     |          | 28         | 27.11.2014          | 29.08.2019         |
| Кононенко Ігор Віталійович             |      | Блок Петра Порошенка                    | Багатомандатний округ     |          | 29         | 27.11.2014          | 29.08.2019         |
| Фріз Ірина Василівна                   |      | Блок Петра Порошенка                    | Багатомандатний округ     |          | 30         | 27.11.2014          | 22.11.2018         |
| Онуфрик Богдан Семенович               |      | Блок Петра Порошенка                    | Багатомандатний округ     |          | 31         | 27.11.2014          | 29.08.2019         |
| Матвієнко Анатолій Сергійович          |      | Блок Петра Порошенка                    | Багатомандатний округ     |          | 32         | 27.11.2014          | 29.08.2019         |
| Павелко Андрій Васильович              |      | Блок Петра Порошенка                    | Багатомандатний округ     |          | 33         | 27.11.2014          | 29.08.2019         |
| Король Віктор Миколайович              |      | Блок Петра Порошенка                    | Багатомандатний округ     |          | 35         | 27.11.2014          | 29.08.2019         |
| Паламарчук Микола Петрович             |      | Блок Петра Порошенка                    | Багатомандатний округ     |          | 36         | 27.11.2014          | 29.08.2019         |
| Іщенко Валерій Олександрович           |      | Блок Петра Порошенка                    | Багатомандатний округ     |          | 37         | 27.11.2014          | 29.08.2019         |
| Пацкан Валерій Васильович              |      | Блок Петра Порошенка                    | Багатомандатний округ     |          | 38         | 27.11.2014          | 15.03.2018         |
| Антонищак Андрій Федорович             |      | Блок Петра Порошенка                    | Багатомандатний округ     |          | 39         | 27.11.2014          | 29.08.2019         |
| Гончаренко Олексій Олексійович         |      | Блок Петра Порошенка                    | Багатомандатний округ     |          | 40         | 27.11.2014          | 29.08.2019         |
| Козаченко Леонід Петрович              |      | Блок Петра Порошенка                    | Багатомандатний округ     |          | 41         | 27.11.2014          | 29.08.2019         |
| Ткачук Геннадій Віталійович            |      | Блок Петра Порошенка                    | Багатомандатний округ     |          | 42         | 27.11.2014          | 29.08.2019         |
| Герасимов Артур Володимирович          |      | Блок Петра Порошенка                    | Багатомандатний округ     |          | 43         | 27.11.2014          | 29.08.2019         |
| Ковальчук Наталія Володимирівна        |      | Блок Петра Порошенка                    | Багатомандатний округ     |          | 44         | 27.11.2014          | 29.08.2019         |
| Денисенко Вадим Ігорович               |      | Блок Петра Порошенка                    | Багатомандатний округ     |          | 45         | 27.11.2014          | 29.08.2019         |
| Тригубенко Сергій Миколайович          |      | Блок Петра Порошенка                    | Багатомандатний округ     |          | 46         | 27.11.2014          | 29.08.2019         |
| Бєлькова Ольга Валентинівна            |      | Блок Петра Порошенка                    | Багатомандатний округ     |          | 47         | 27.11.2014          | 29.08.2019         |
| Савченко Олексій Юрійович              |      | Блок Петра Порошенка                    | Багатомандатний округ     |          | 48         | 27.11.2014          | 21.02.2017         |
| Червакова Ольга Валеріївна             |      | Блок Петра Порошенка                    | Багатомандатний округ     |          | 49         | 27.11.2014          | 29.08.2019         |
| Кобцев Михайло Валентинович            |      | Блок Петра Порошенка                    | Багатомандатний округ     |          | 50         | 27.11.2014          | 29.08.2019         |
| Насіров Роман Михайлович               |      | Блок Петра Порошенка                    | Багатомандатний округ     |          | 51         | 27.11.2014          | 02.09.2015         |
| Загорій Гліб Володимирович             |      | Блок Петра Порошенка                    | Багатомандатний округ     |          | 52         | 27.11.2014          | 29.08.2019         |
| Гвоздьов Михайло Олексійович           |      | Блок Петра Порошенка                    | Багатомандатний округ     |          | 53         | 27.11.2014          | 02.09.2015         |
| Фірсов Єгор Павлович                   |      | Блок Петра Порошенка                    | Багатомандатний округ     |          | 54         | 27.11.2014          | 25.03.2016         |
| Алєксєєв Сергій Олегович               |      | Блок Петра Порошенка                    | Багатомандатний округ     |          | 55         | 27.11.2014          | 29.08.2019         |
| Чепинога Віталій Михайлович            |      | Блок Петра Порошенка                    | Багатомандатний округ     |          | 56         | 27.11.2014          | 29.08.2019         |
| Бакуменко Олександр Борисович          |      | Блок Петра Порошенка                    | Багатомандатний округ     |          | 57         | 27.11.2014          | 29.08.2019         |
| Грановський Олександр Михайлович       |      | Блок Петра Порошенка                    | Багатомандатний округ     |          | 58         | 27.11.2014          | 29.08.2019         |
| Кубів Степан Іванович                  |      | Блок Петра Порошенка                    | Багатомандатний округ     |          | 59         | 27.11.2014          | 14.04.2016         |
| Мушак Олексій Петрович                 |      | Блок Петра Порошенка                    | Багатомандатний округ     |          | 60         | 27.11.2014          | 29.08.2019         |
| Климпуш-Цинцадзе Іванна Орестівна      |      | Блок Петра Порошенка                    | Багатомандатний округ     |          | 61         | 27.11.2014          | 14.04.2016         |
| Брензович Василь Іванович              |      | Блок Петра Порошенка                    | Багатомандатний округ     |          | 62         | 27.11.2014          | 29.08.2019         |
| Кудлаєнко Сергій Володимирович         |      | Блок Петра Порошенка                    | Багатомандатний округ     |          | 63         | 27.11.2014          | 29.08.2019         |
| Матузко Олена Олександрівна            |      | Блок Петра Порошенка                    | Багатомандатний округ     |          | 64         | 27.11.2014          | 29.08.2019         |
| Барна Степан Степанович                |      | Блок Петра Порошенка                    | Багатомандатний округ     |          | 65         | 04.12.2014          | 13.05.2015         |
| Макар'ян Давид Борисович               |      | Блок Петра Порошенка                    | Багатомандатний округ     |          | 66         | 04.12.2014          | 29.08.2019         |
| Побер Ігор Миколайович                 |      | Блок Петра Порошенка                    | Багатомандатний округ     |          | 67         | 04.12.2014          | 29.08.2019         |
| Куніцин Сергій Володимирович           |      | Блок Петра Порошенка                    | Багатомандатний округ     |          | 68         | 04.12.2014          | 29.08.2019         |
| Лесюк Ярослав Васильович               |      | Блок Петра Порошенка                    | Багатомандатний округ     |          | 69         | 27.01.2015          | 29.08.2019         |
| Луценко Ірина Степанівна               |      | Блок Петра Порошенка                    | Багатомандатний округ     |          | 70         | 27.01.2015          | 29.08.2019         |
| Чубаров Рефат Абдурахманович           |      | Блок Петра Порошенка                    | Багатомандатний округ     |          | 71         | 15.05.2015          | 29.08.2019         |
| Шверк Григорій Аронович                |      | Блок Петра Порошенка                    | Багатомандатний округ     |          | 72         | 17.09.2015          | 29.08.2019         |
| Севрюков Владислав Володимирович       |      | Блок Петра Порошенка                    | Багатомандатний округ     |          | 73         | 17.09.2015          | 29.08.2019         |
| Бригинець Олександр Михайлович         |      | Блок Петра Порошенка                    | Багатомандатний округ     |          | 75         | 29.03.2016          | 29.08.2019         |
| Білоцерковець Дмитро Олександрович     |      | Блок Петра Порошенка                    | Багатомандатний округ     |          | 76         | 29.03.2016          | 29.08.2019         |
| Карпунцов Валерій Віталійович          |      | Блок Петра Порошенка                    | Багатомандатний округ     |          | 77         | 21.04.2016          | 29.08.2019         |
| Велікін Олег Маркович                  |      | Блок Петра Порошенка                    | Багатомандатний округ     |          | 78         | 21.04.2016          | 29.08.2019         |
| Саврасов Максим Віталійович            |      | Блок Петра Порошенка                    | Багатомандатний округ     |          | 79         | 21.04.2016          | 29.08.2019         |
| Білозір Оксана Володимирівна           |      | Блок Петра Порошенка                    | Багатомандатний округ     |          | 80         | 17.05.2016          | 29.08.2019         |
| Буглак Юрій Олександрович              |      | Блок Петра Порошенка                    | Багатомандатний округ     |          | 81         | 14.03.2017          | 29.08.2019         |
| Зварич Роман Михайлович                |      | Блок Петра Порошенка                    | Багатомандатний округ     |          | 82         | 17.04.2018          | 29.08.2019         |
| Куренной Володимир Костянтинович       |      | Блок Петра Порошенка                    | Багатомандатний округ     |          | 86         | 04.12.2018          | 29.08.2019         |
| Гопко Ганна Миколаївна                 |      | Об'єднання «Самопоміч»                  | Багатомандатний округ     |          | 1          | 27.11.2014          | 29.08.2019         |
| Семенченко Семен Ігорович              |      | Об'єднання «Самопоміч»                  | Багатомандатний округ     |          | 2          | 27.11.2014          | 29.08.2019         |
| Скрипник Олексій Олексійович           |      | Об'єднання «Самопоміч»                  | Багатомандатний округ     |          | 3          | 27.11.2014          | 29.08.2019         |
| Сироїд Оксана Іванівна                 |      | Об'єднання «Самопоміч»                  | Багатомандатний округ     |          | 4          | 27.11.2014          | 29.08.2019         |
| Кривенко Віктор Миколайович            |      | Об'єднання «Самопоміч»                  | Багатомандатний округ     |          | 5          | 27.11.2014          | 29.08.2019         |
| Суслова Ірина Миколаївна               |      | Об'єднання «Самопоміч»                  | Багатомандатний округ     |          | 6          | 27.11.2014          | 29.08.2019         |
| Кишкар Павло Миколайович               |      | Об'єднання «Самопоміч»                  | Багатомандатний округ     |          | 7          | 27.11.2014          | 29.08.2019         |
| Бабак Альона Валеріївна                |      | Об'єднання «Самопоміч»                  | Багатомандатний округ     |          | 8          | 27.11.2014          | 29.08.2019         |
| Веселова Наталія Василівна             |      | Об'єднання «Самопоміч»                  | Багатомандатний округ     |          | 9          | 27.11.2014          | 29.08.2019         |
| Данченко Олександр Іванович            |      | Об'єднання «Самопоміч»                  | Багатомандатний округ     |          | 10         | 27.11.2014          | 29.08.2019         |
| Сотник Олена Сергіївна                 |      | Об'єднання «Самопоміч»                  | Багатомандатний округ     |          | 11         | 27.11.2014          | 29.08.2019         |
| Лаврик Олег Васильович                 |      | Об'єднання «Самопоміч»                  | Багатомандатний округ     |          | 12         | 27.11.2014          | 29.08.2019         |
| Соболєв Єгор Вікторович                |      | Об'єднання «Самопоміч»                  | Багатомандатний округ     |          | 13         | 27.11.2014          | 29.08.2019         |
| Маркевич Ярослав Володимирович         |      | Об'єднання «Самопоміч»                  | Багатомандатний округ     |          | 14         | 27.11.2014          | 29.08.2019         |
| Мірошніченко Іван Володимирович        |      | Об'єднання «Самопоміч»                  | Багатомандатний округ     |          | 15         | 27.11.2014          | 29.08.2019         |
| Журжій Андрій Валерійович              |      | Об'єднання «Самопоміч»                  | Багатомандатний округ     |          | 16         | 27.11.2014          | 29.08.2019         |
| Єднак Остап Володимирович              |      | Об'єднання «Самопоміч»                  | Багатомандатний округ     |          | 17         | 27.11.2014          | 29.08.2019         |
| Діденко Ігор Анатолійович              |      | Об'єднання «Самопоміч»                  | Багатомандатний округ     |          | 18         | 27.11.2014          | 29.08.2019         |
| Острікова Тетяна Георгіївна            |      | Об'єднання «Самопоміч»                  | Багатомандатний округ     |          | 19         | 27.11.2014          | 29.08.2019         |
| Опанасенко Олександр Валерійович       |      | Об'єднання «Самопоміч»                  | Багатомандатний округ     |          | 20         | 27.11.2014          | 29.08.2019         |
| Сидорович Руслан Михайлович            |      | Об'єднання «Самопоміч»                  | Багатомандатний округ     |          | 21         | 27.11.2014          | 29.08.2019         |
| Войціцька Вікторія Михайлівна          |      | Об'єднання «Самопоміч»                  | Багатомандатний округ     |          | 22         | 27.11.2014          | 29.08.2019         |
| Пташник Вікторія Юріївна               |      | Об'єднання «Самопоміч»                  | Багатомандатний округ     |          | 23         | 27.11.2014          | 29.08.2019         |
| Сисоєнко Ірина Володимирівна           |      | Об'єднання «Самопоміч»                  | Багатомандатний округ     |          | 25         | 27.11.2014          | 29.08.2019         |
| Підлісецький Лев Теофілович            |      | Об'єднання «Самопоміч»                  | Багатомандатний округ     |          | 26         | 27.11.2014          | 29.08.2019         |
| Семенуха Роман Сергійович              |      | Об'єднання «Самопоміч»                  | Багатомандатний округ     |          | 27         | 27.11.2014          | 29.08.2019         |
| Березюк Олег Романович                 |      | Об'єднання «Самопоміч»                  | Багатомандатний округ     |          | 28         | 27.11.2014          | 29.08.2019         |
| Костенко Павло Петрович                |      | Об'єднання «Самопоміч»                  | Багатомандатний округ     |          | 29         | 27.11.2014          | 29.08.2019         |
| Романова Анна Анатоліївна              |      | Об'єднання «Самопоміч»                  | Багатомандатний округ     |          | 30         | 27.11.2014          | 29.08.2019         |
| Мірошник Андрій Миколайович            |      | Об'єднання «Самопоміч»                  | Багатомандатний округ     |          | 31         | 27.11.2014          | 13.05.2015         |
| Кіраль Сергій Іванович                 |      | Об'єднання «Самопоміч»                  | Багатомандатний округ     |          | 32         | 27.11.2014          | 29.08.2019         |
| Немировський Андрій Валентинович       |      | Об'єднання «Самопоміч»                  | Багатомандатний округ     |          | 33         | 15.05.2015          | 29.08.2019         |
| Зубач Любомир Львович                  |      | Об'єднання «Самопоміч»                  | Багатомандатний округ     |          | 34         | 05.06.2015          | 29.08.2019         |
| Бойко Юрій Анатолійович                |      | Опозиційний блок                        | Багатомандатний округ     |          | 1          | 27.11.2014          | 29.08.2019         |
| Вілкул Олександр Юрійович              |      | Опозиційний блок                        | Багатомандатний округ     |          | 2          | 27.11.2014          | 29.08.2019         |
| Добкін Михайло Маркович                |      | Опозиційний блок                        | Багатомандатний округ     |          | 3          | 27.11.2014          | 29.08.2019         |
| Рабінович Вадим Зіновійович            |      | Опозиційний блок                        | Багатомандатний округ     |          | 4          | 27.11.2014          | 29.08.2019         |
| Білий Олексій Петрович                 |      | Опозиційний блок                        | Багатомандатний округ     |          | 5          | 27.11.2014          | 29.08.2019         |
| Ларін Сергій Миколайович               |      | Опозиційний блок                        | Багатомандатний округ     |          | 6          | 27.11.2014          | 29.08.2019         |
| Шуфрич Нестор Іванович                 |      | Опозиційний блок                        | Багатомандатний округ     |          | 7          | 27.11.2014          | 29.08.2019         |
| Королевська Наталія Юріївна            |      | Опозиційний блок                        | Багатомандатний округ     |          | 8          | 27.11.2014          | 29.08.2019         |
| Бахтеєва Тетяна Дмитрівна              |      | Опозиційний блок                        | Багатомандатний округ     |          | 9          | 27.11.2014          | 29.08.2019         |
| Скорик Микола Леонідович               |      | Опозиційний блок                        | Багатомандатний округ     |          | 10         | 27.11.2014          | 29.08.2019         |
| Новинський Вадим Владиславович         |      | Опозиційний блок                        | Багатомандатний округ     |          | 11         | 27.11.2014          | 29.08.2019         |
| Льовочкін Сергій Володимирович         |      | Опозиційний блок                        | Багатомандатний округ     |          | 12         | 27.11.2014          | 29.08.2019         |
| Воропаєв Юрій Миколайович              |      | Опозиційний блок                        | Багатомандатний округ     |          | 13         | 27.11.2014          | 29.08.2019         |
| Козак Тарас Романович                  |      | Опозиційний блок                        | Багатомандатний округ     |          | 14         | 27.11.2014          | 29.08.2019         |
| Гусак Володимир Георгійович            |      | Опозиційний блок                        | Багатомандатний округ     |          | 15         | 27.11.2014          | 29.08.2019         |
| Льовочкіна Юлія Володимирівна          |      | Опозиційний блок                        | Багатомандатний округ     |          | 16         | 27.11.2014          | 29.08.2019         |
| Кісельов Андрій Миколайович            |      | Опозиційний блок                        | Багатомандатний округ     |          | 17         | 27.11.2014          | 29.08.2019         |
| Мирний Іван Миколайович                |      | Опозиційний блок                        | Багатомандатний округ     |          | 18         | 27.11.2014          | 29.08.2019         |
| Мороко Юрій Миколайович                |      | Опозиційний блок                        | Багатомандатний округ     |          | 19         | 27.11.2014          | 29.08.2019         |
| Мірошниченко Юрій Романович            |      | Опозиційний блок                        | Багатомандатний округ     |          | 20         | 27.11.2014          | 29.08.2019         |
| Колєсніков Дмитро Валерійович          |      | Опозиційний блок                        | Багатомандатний округ     |          | 21         | 27.11.2014          | 29.08.2019         |
| Папієв Михайло Миколайович             |      | Опозиційний блок                        | Багатомандатний округ     |          | 22         | 27.11.2014          | 29.08.2019         |
| Долженков Олександр Валерійович        |      | Опозиційний блок                        | Багатомандатний округ     |          | 23         | 27.11.2014          | 29.08.2019         |
| Павленко Юрій Олексійович              |      | Опозиційний блок                        | Багатомандатний округ     |          | 24         | 27.11.2014          | 29.08.2019         |
| Німченко Василь Іванович               |      | Опозиційний блок                        | Багатомандатний округ     |          | 25         | 27.11.2014          | 29.08.2019         |
| Нечаєв Олександр Ігоревич              |      | Опозиційний блок                        | Багатомандатний округ     |          | 26         | 27.11.2014          | 29.08.2019         |
| Шурма Ігор Михайлович                  |      | Опозиційний блок                        | Багатомандатний округ     |          | 27         | 27.11.2014          | 29.08.2019         |
| Ляшко Олег Валерійович                 |      | Радикальна партія Олега Ляшка           | Багатомандатний округ     |          | 1          | 27.11.2014          | 29.08.2019         |
| Лозовой Андрій Сергійович              |      | Радикальна партія Олега Ляшка           | Багатомандатний округ     |          | 2          | 27.11.2014          | 29.08.2019         |
| Мельничук Сергій Петрович              |      | Радикальна партія Олега Ляшка           | Багатомандатний округ     |          | 3          | 27.11.2014          | 29.08.2019         |
| Огнєвіч Злата Леонідівна               |      | Радикальна партія Олега Ляшка           | Багатомандатний округ     |          | 4          | 27.11.2014          | 22.12.2015         |
| Шухевич Юрій-Богдан Романович          |      | Радикальна партія Олега Ляшка           | Багатомандатний округ     |          | 5          | 27.11.2014          | 29.08.2019         |
| Попов Ігор Володимирович               |      | Радикальна партія Олега Ляшка           | Багатомандатний округ     |          | 6          | 27.11.2014          | 29.08.2019         |
| Вітко Артем Леонідович                 |      | Радикальна партія Олега Ляшка           | Багатомандатний округ     |          | 7          | 27.11.2014          | 29.08.2019         |
| Вощевський Валерій Миколайович         |      | Радикальна партія Олега Ляшка           | Багатомандатний округ     |          | 8          | 27.11.2014          | 02.12.2014         |
| Мосійчук Ігор Володимирович            |      | Радикальна партія Олега Ляшка           | Багатомандатний округ     |          | 9          | 27.11.2014          | 29.08.2019         |
| Галасюк Віктор Валерійович             |      | Радикальна партія Олега Ляшка           | Багатомандатний округ     |          | 10         | 27.11.2014          | 29.08.2019         |
| Ленський Олексій Олексійович           |      | Радикальна партія Олега Ляшка           | Багатомандатний округ     |          | 11         | 27.11.2014          | 29.08.2019         |
| Силантьєв Денис Олегович               |      | Радикальна партія Олега Ляшка           | Багатомандатний округ     |          | 12         | 27.11.2014          | 29.08.2019         |
| Кошелєва Альона Володимирівна          |      | Радикальна партія Олега Ляшка           | Багатомандатний округ     |          | 13         | 27.11.2014          | 29.08.2019         |
| Артеменко Андрій Вікторович            |      | Радикальна партія Олега Ляшка           | Багатомандатний округ     |          | 16         | 27.11.2014          | 16.05.2017         |
| Купрієнко Олег Васильович              |      | Радикальна партія Олега Ляшка           | Багатомандатний округ     |          | 17         | 27.11.2014          | 29.08.2019         |
| Кириченко Олексій Миколайович          |      | Радикальна партія Олега Ляшка           | Багатомандатний округ     |          | 18         | 27.11.2014          | 29.08.2019         |
| Скуратовський Сергій Іванович          |      | Радикальна партія Олега Ляшка           | Багатомандатний округ     |          | 19         | 27.11.2014          | 29.08.2019         |
| Лінько Дмитро Володимирович            |      | Радикальна партія Олега Ляшка           | Багатомандатний округ     |          | 20         | 27.11.2014          | 29.08.2019         |
| Амельченко Василь Васильович           |      | Радикальна партія Олега Ляшка           | Багатомандатний округ     |          | 21         | 27.11.2014          | 29.08.2019         |
| Рибалка Сергій Вікторович              |      | Радикальна партія Олега Ляшка           | Багатомандатний округ     |          | 22         | 27.11.2014          | 29.08.2019         |
| Вовк Віктор Іванович                   |      | Радикальна партія Олега Ляшка           | Багатомандатний округ     |          | 23         | 27.11.2014          | 29.08.2019         |
| Корчинська Оксана Анатоліївна          |      | Радикальна партія Олега Ляшка           | Багатомандатний округ     |          | 24         | 27.11.2014          | 29.08.2019         |
| Чижмарь Юрій Васильович                |      | Радикальна партія Олега Ляшка           | Багатомандатний округ     |          | 25         | 04.12.2014          | 29.08.2019         |
| Юзькова Тетяна Леонідівна              |      | Радикальна партія Олега Ляшка           | Багатомандатний округ     |          | 26         | 24.12.2015          | 04.10.2018         |
| Заружко Валерія Леонідівна             |      | Радикальна партія Олега Ляшка           | Багатомандатний округ     |          | 28         | 07.12.2017          | 29.08.2019         |
| Гулак Олександр Миколайович            |      | Радикальна партія Олега Ляшка           | Багатомандатний округ     |          | 30         | 16.10.2018          | 29.08.2019         |
| Савченко Надія Вікторівна              |      | ВО «Батьківщина»                        | Багатомандатний округ     |          | 1          | 27.11.2014          | 29.08.2019         |
| Тимошенко Юлія Володимирівна           |      | ВО «Батьківщина»                        | Багатомандатний округ     |          | 2          | 27.11.2014          | 29.08.2019         |
| Луценко Ігор Вікторович                |      | ВО «Батьківщина»                        | Багатомандатний округ     |          | 3          | 27.11.2014          | 29.08.2019         |
| Соболєв Сергій Владиславович           |      | ВО «Батьківщина»                        | Багатомандатний округ     |          | 4          | 27.11.2014          | 29.08.2019         |
| Шкрум Альона Іванівна                  |      | ВО «Батьківщина»                        | Багатомандатний округ     |          | 5          | 27.11.2014          | 29.08.2019         |
| Івченко Вадим Євгенович                |      | ВО «Батьківщина»                        | Багатомандатний округ     |          | 6          | 27.11.2014          | 29.08.2019         |
| Немиря Григорій Михайлович             |      | ВО «Батьківщина»                        | Багатомандатний округ     |          | 7          | 27.11.2014          | 29.08.2019         |
| Крулько Іван Іванович                  |      | ВО «Батьківщина»                        | Багатомандатний округ     |          | 8          | 27.11.2014          | 29.08.2019         |
| Рябчин Олексій Михайлович              |      | ВО «Батьківщина»                        | Багатомандатний округ     |          | 9          | 27.11.2014          | 29.08.2019         |
| Жданов Ігор Олександрович              |      | ВО «Батьківщина»                        | Багатомандатний округ     |          | 10         | 27.11.2014          | 02.12.2014         |
| Шлемко Дмитро Васильович               |      | ВО «Батьківщина»                        | Багатомандатний округ     |          | 11         | 27.11.2014          | 04.06.2015         |
| Тарасюк Борис Іванович                 |      | ВО «Батьківщина»                        | Багатомандатний округ     |          | 12         | 27.11.2014          | 29.08.2019         |
| Кожем'якін Андрій Анатолійович         |      | ВО «Батьківщина»                        | Багатомандатний округ     |          | 13         | 27.11.2014          | 29.08.2019         |
| Кириленко Іван Григорович              |      | ВО «Батьківщина»                        | Багатомандатний округ     |          | 14         | 27.11.2014          | 29.08.2019         |
| Власенко Сергій Володимирович          |      | ВО «Батьківщина»                        | Багатомандатний округ     |          | 15         | 27.11.2014          | 29.08.2019         |
| Кужель Олександра Володимирівна        |      | ВО «Батьківщина»                        | Багатомандатний округ     |          | 16         | 27.11.2014          | 29.08.2019         |
| Абдуллін Олександр Рафкатович          |      | ВО «Батьківщина»                        | Багатомандатний округ     |          | 17         | 27.11.2014          | 29.08.2019         |
| Кондратюк Олена Костянтинівна          |      | ВО «Батьківщина»                        | Багатомандатний округ     |          | 18         | 04.12.2014          | 29.08.2019         |
| Дубіль Валерій Олександрович           |      | ВО «Батьківщина»                        | Багатомандатний округ     |          | 19         | 16.06.2015          | 29.08.2019         |
| Домбровський Олександр Георгійович     |      | Блок Петра Порошенка                    | Вінницька область         | 11       |            | 27.11.2014          | 29.08.2019         |
| Порошенко Олексій Петрович             |      | Блок Петра Порошенка                    | Вінницька область         | 12       |            | 27.11.2014          | 29.08.2019         |
| Юрчишин Петро Васильович               |      | Самовисування                           | Вінницька область         | 13       |            | 27.11.2014          | 29.08.2019         |
| Мельничук Іван Іванович                |      | Блок Петра Порошенка                    | Вінницька область         | 14       |            | 27.11.2014          | 29.08.2019         |
| Спориш Іван Дмитрович                  |      | Блок Петра Порошенка                    | Вінницька область         | 15       |            | 27.11.2014          | 29.08.2019         |
| Македон Юрій Миколайович               |      | Самовисування                           | Вінницька область         | 16       |            | 27.11.2014          | 29.08.2019         |
| Кучер Микола Іванович                  |      | Самовисування                           | Вінницька область         | 17       |            | 27.11.2014          | 29.08.2019         |
| Демчак Руслан Євгенійович              |      | Блок Петра Порошенка                    | Вінницька область         | 18       |            | 27.11.2014          | 29.08.2019         |
| Гузь Ігор Володимирович                |      | Народний фронт                          | Волинська область         | 19       |            | 27.11.2014          | 29.08.2019         |
| Мартиняк Сергій Васильович             |      | Самовисування                           | Волинська область         | 20       |            | 27.11.2014          | 29.08.2019         |
| Івахів Степан Петрович                 |      | Самовисування                           | Волинська область         | 21       |            | 27.11.2014          | 29.08.2019         |
| Лапін Ігор Олександрович               |      | Народний фронт                          | Волинська область         | 22       |            | 27.11.2014          | 29.08.2019         |
| Єремеєв Ігор Миронович                 |      | Самовисування                           | Волинська область         | 23       |            | 27.11.2014          | 13.08.2015         |
| Констанкевич Ірина Мирославівна        |      | Українське об'єднання патріотів — УКРОП | Волинська область         | 23       |            | 06.09.2016          | 29.08.2019         |
| Безбах Яків Якович                     |      | Самовисування                           | Дніпропетровська область  | 24       |            | 27.11.2014          | 29.08.2019         |
| Курячий Максим Павлович                |      | Блок Петра Порошенка                    | Дніпропетровська область  | 25       |            | 27.11.2014          | 29.08.2019         |
| Денисенко Андрій Сергійович            |      | Блок Петра Порошенка                    | Дніпропетровська область  | 26       |            | 27.11.2014          | 29.08.2019         |
| Філатов Борис Альбертович              |      | Самовисування                           | Дніпропетровська область  | 27       |            | 27.11.2014          | 24.12.2015         |
| Ричкова Тетяна Борисівна               |      | Самовисування                           | Дніпропетровська область  | 27       |            | 06.09.2016          | 29.08.2019         |
| Куліченко Іван Іванович                |      | Блок Петра Порошенка                    | Дніпропетровська область  | 28       |            | 27.11.2014          | 29.08.2019         |
| Купрій Віталій Миколайович             |      | Блок Петра Порошенка                    | Дніпропетровська область  | 29       |            | 27.11.2014          | 29.08.2019         |
| Дубінін Олександр Іванович             |      | Блок Петра Порошенка                    | Дніпропетровська область  | 30       |            | 27.11.2014          | 29.08.2019         |
| Павлов Костянтин Юрійович              |      | Самовисування                           | Дніпропетровська область  | 31       |            | 27.11.2014          | 29.08.2019         |
| Гальченко Андрій Володимирович         |      | Самовисування                           | Дніпропетровська область  | 32       |            | 27.11.2014          | 29.08.2019         |
| Усов Костянтин Глібович                |      | Блок Петра Порошенка                    | Дніпропетровська область  | 33       |            | 27.11.2014          | 29.08.2019         |
| Кришин Олег Юрійович                   |      | Самовисування                           | Дніпропетровська область  | 34       |            | 27.11.2014          | 29.08.2019         |
| Шипко Андрій Федорович                 |      | Самовисування                           | Дніпропетровська область  | 35       |            | 27.11.2014          | 29.08.2019         |
| Мартовицький Артур Володимирович       |      | Самовисування                           | Дніпропетровська область  | 36       |            | 27.11.2014          | 29.08.2019         |
| Шпенов Дмитро Юрійович                 |      | Самовисування                           | Дніпропетровська область  | 37       |            | 27.11.2014          | 29.08.2019         |
| Нестеренко Вадим Григорович            |      | Самовисування                           | Дніпропетровська область  | 38       |            | 27.11.2014          | 29.08.2019         |
| Ярош Дмитро Анатолійович               |      | Правий сектор                           | Дніпропетровська область  | 39       |            | 27.11.2014          | 29.08.2019         |
| Дідич Валентин Володимирович           |      | Блок Петра Порошенка                    | Дніпропетровська область  | 40       |            | 27.11.2014          | 29.08.2019         |
| Звягільський Юхим Леонідович           |      | Самовисування                           | Донецька область          | 45       |            | 27.11.2014          | 29.08.2019         |
| Клюєв Сергій Петрович                  |      | Самовисування                           | Донецька область          | 46       |            | 27.11.2014          | 29.08.2019         |
| Солод Юрій Васильович                  |      | Опозиційний блок                        | Донецька область          | 47       |            | 27.11.2014          | 29.08.2019         |
| Єфімов Максим Вікторович               |      | Самовисування                           | Донецька область          | 48       |            | 27.11.2014          | 29.08.2019         |
| Омельянович Денис Сергійович           |      | Самовисування                           | Донецька область          | 49       |            | 27.11.2014          | 29.08.2019         |
| Гєллєр Євгеній Борисович               |      | Самовисування                           | Донецька область          | 50       |            | 27.11.2014          | 29.08.2019         |
| Шкіря Ігор Миколайович                 |      | Самовисування                           | Донецька область          | 52       |            | 27.11.2014          | 29.08.2019         |
| Недава Олег Анатолійович               |      | Самовисування                           | Донецька область          | 53       |            | 27.11.2014          | 29.08.2019         |
| Матвієнков Сергій Анатолійович         |      | Самовисування                           | Донецька область          | 57       |            | 27.11.2014          | 29.08.2019         |
| Тарута Сергій Олексійович              |      | Самовисування                           | Донецька область          | 58       |            | 27.11.2014          | 29.08.2019         |
| Сажко Сергій Миколайович               |      | Самовисування                           | Донецька область          | 59       |            | 27.11.2014          | 29.08.2019         |
| Лубінець Дмитро Валерійович            |      | Блок Петра Порошенка                    | Донецька область          | 60       |            | 27.11.2014          | 29.08.2019         |
| Розенблат Борислав Соломонович         |      | Блок Петра Порошенка                    | Житомирська область       | 62       |            | 27.11.2014          | 29.08.2019         |
| Ревега Олександр Васильович            |      | Самовисування                           | Житомирська область       | 63       |            | 23.12.2014          | 29.08.2019         |
| Арешонков Володимир Юрійович           |      | Блок Петра Порошенка                    | Житомирська область       | 64       |            | 27.11.2014          | 29.08.2019         |
| Литвин Володимир Михайлович            |      | Самовисування                           | Житомирська область       | 65       |            | 27.11.2014          | 29.08.2019         |
| Дзюблик Павло Володимирович            |      | Народний фронт                          | Житомирська область       | 66       |            | 27.11.2014          | 29.08.2019         |
| Развадовський Віктор Йосипович         |      | Самовисування                           | Житомирська область       | 67       |            | 27.11.2014          | 29.08.2019         |
| Горват Роберт Іванович                 |      | Блок Петра Порошенка                    | Закарпатська область      | 68       |            | 27.11.2014          | 29.08.2019         |
| Балога Віктор Іванович                 |      | Самовисування                           | Закарпатська область      | 69       |            | 27.11.2014          | 29.08.2019         |
| Ланьо Михайло Іванович                 |      | Самовисування                           | Закарпатська область      | 70       |            | 27.11.2014          | 29.08.2019         |
| Балога Павло Іванович                  |      | Самовисування                           | Закарпатська область      | 71       |            | 27.11.2014          | 29.08.2019         |
| Петьовка Василь Васильович             |      | Самовисування                           | Закарпатська область      | 72       |            | 27.11.2014          | 29.08.2019         |
| Балога Іван Іванович                   |      | Самовисування                           | Закарпатська область      | 73       |            | 27.11.2014          | 29.08.2019         |
| Сабашук Петро Павлович                 |      | Блок Петра Порошенка                    | Запорізька область        | 74       |            | 27.11.2014          | 29.08.2019         |
| Артюшенко Ігор Андрійович              |      | Блок Петра Порошенка                    | Запорізька область        | 75       |            | 27.11.2014          | 29.08.2019         |
| Фролов Микола Олександрович            |      | Блок Петра Порошенка                    | Запорізька область        | 76       |            | 27.11.2014          | 29.08.2019         |
| Богуслаєв Вячеслав Олександрович       |      | Самовисування                           | Запорізька область        | 77       |            | 27.11.2014          | 29.08.2019         |
| Пономарьов Олександр Сергійович        |      | Самовисування                           | Запорізька область        | 78       |            | 27.11.2014          | 29.08.2019         |
| Бандуров Володимир Володимирович       |      | Самовисування                           | Запорізька область        | 79       |            | 27.11.2014          | 29.08.2019         |
| Балицький Євген Віталійович            |      | Самовисування                           | Запорізька область        | 80       |            | 27.11.2014          | 29.08.2019         |
| Валентиров Сергій Васильович           |      | Самовисування                           | Запорізька область        | 81       |            | 27.11.2014          | 29.08.2019         |
| Кривохатько Вадим Вікторович           |      | Блок Петра Порошенка                    | Запорізька область        | 82       |            | 27.11.2014          | 29.08.2019         |
| Шевченко Олександр Леонідович          |      | Блок Петра Порошенка                    | Івано-Франківська область | 83       |            | 27.11.2014          | 29.08.2019         |
| Довбенко Михайло Володимирович         |      | Блок Петра Порошенка                    | Івано-Франківська область | 84       |            | 27.11.2014          | 29.08.2019         |
| Насалик Ігор Степанович                |      | Блок Петра Порошенка                    | Івано-Франківська область | 85       |            | 27.11.2014          | 14.04.2016         |
| Шевченко Віктор Леонідович             |      | Українське об'єднання патріотів — УКРОП | Івано-Франківська область | 85       |            | 06.09.2016          | 29.08.2019         |
| Дирів Анатолій Борисович               |      | Народний фронт                          | Івано-Франківська область | 86       |            | 27.11.2014          | 29.08.2019         |
| Дерев'янко Юрій Богданович             |      | Воля                                    | Івано-Франківська область | 87       |            | 27.11.2014          | 29.08.2019         |
| Тимошенко Юрій Володимирович           |      | Народний фронт                          | Івано-Франківська область | 88       |            | 27.11.2014          | 29.08.2019         |
| Соловей Юрій Ігорович                  |      | Блок Петра Порошенка                    | Івано-Франківська область | 89       |            | 27.11.2014          | 29.08.2019         |
| Марченко Олександр Олександрович       |      | ВО «Свобода»                            | Київська область          | 90       |            | 27.11.2014          | 29.08.2019         |
| Сольвар Руслан Миколайович             |      | Блок Петра Порошенка                    | Київська область          | 91       |            | 27.11.2014          | 29.08.2019         |
| Гудзенко Віталій Іванович              |      | Блок Петра Порошенка                    | Київська область          | 92       |            | 27.11.2014          | 29.08.2019         |
| Онищенко Олександр Романович           |      | Самовисування                           | Київська область          | 93       |            | 27.11.2014          | 29.08.2019         |
| Романюк Віктор Миколайович             |      | Народний фронт                          | Київська область          | 94       |            | 27.11.2014          | 29.08.2019         |
| Гаврилюк Михайло Віталійович           |      | Народний фронт                          | Київська область          | 95       |            | 27.11.2014          | 29.08.2019         |
| Москаленко Ярослав Миколайович         |      | Самовисування                           | Київська область          | 96       |            | 27.11.2014          | 29.08.2019         |
| Різаненко Павло Олександрович          |      | Блок Петра Порошенка                    | Київська область          | 97       |            | 27.11.2014          | 29.08.2019         |
| Міщенко Сергій Григорович              |      | Самовисування                           | Київська область          | 98       |            | 27.11.2014          | 29.08.2019         |
| Яриніч Костянтин Володимирович         |      | Блок Петра Порошенка                    | Кіровоградська область    | 99       |            | 27.11.2014          | 29.08.2019         |
| Березкін Станіслав Семенович           |      | Самовисування                           | Кіровоградська область    | 100      |            | 27.11.2014          | 29.08.2019         |
| Поплавський Михайло Михайлович         |      | Самовисування                           | Кіровоградська область    | 101      |            | 27.11.2014          | 29.08.2019         |
| Довгий Олесь Станіславович             |      | Самовисування                           | Кіровоградська область    | 102      |            | 27.11.2014          | 29.08.2019         |
| Кузьменко Анатолій Іванович            |      | Блок Петра Порошенка                    | Кіровоградська область    | 103      |            | 27.11.2014          | 29.08.2019         |
| Бакулін Євген Миколайович              |      | Опозиційний блок                        | Луганська область         | 106      |            | 27.11.2014          | 29.08.2019         |
| Дунаєв Сергій Володимирович            |      | Самовисування                           | Луганська область         | 107      |            | 27.11.2014          | 29.08.2019         |
| Іоффе Юлій Якович                      |      | Самовисування                           | Луганська область         | 112      |            | 27.11.2014          | 29.08.2019         |
| Курило Віталій Семенович               |      | Самовисування                           | Луганська область         | 113      |            | 27.11.2014          | 29.08.2019         |
| Гарбуз Юрій Григорійович               |      | Самовисування                           | Луганська область         | 114      |            | 27.11.2014          | 19.05.2016         |
| Шахов Сергій Володимирович             |      | Наш край                                | Луганська область         | 114      |            | 06.09.2016          | 29.08.2019         |
| Добродомов Дмитро Євгенович            |      | Самовисування                           | Львівська область         | 115      |            | 27.11.2014          | 29.08.2019         |
| Подоляк Ірина Ігорівна                 |      | Об'єднання «Самопоміч»                  | Львівська область         | 116      |            | 27.11.2014          | 29.08.2019         |
| Юринець Оксана Василівна               |      | Блок Петра Порошенка                    | Львівська область         | 117      |            | 27.11.2014          | 29.08.2019         |
| Дубневич Богдан Васильович             |      | Блок Петра Порошенка                    | Львівська область         | 118      |            | 27.11.2014          | 29.08.2019         |
| Бондар Михайло Леонтійович             |      | Народний фронт                          | Львівська область         | 119      |            | 27.11.2014          | 29.08.2019         |
| Дубневич Ярослав Васильович            |      | Блок Петра Порошенка                    | Львівська область         | 120      |            | 27.11.2014          | 29.08.2019         |
| Матківський Богдан Миронович           |      | Самовисування                           | Львівська область         | 121      |            | 27.11.2014          | 29.08.2019         |
| Парасюк Володимир Зіновійович          |      | Самовисування                           | Львівська область         | 122      |            | 27.11.2014          | 29.08.2019         |
| Батенко Тарас Іванович                 |      | Блок Петра Порошенка                    | Львівська область         | 123      |            | 27.11.2014          | 29.08.2019         |
| Мусій Олег Степанович                  |      | Самовисування                           | Львівська область         | 124      |            | 27.11.2014          | 29.08.2019         |
| Лопушанський Андрій Ярославович        |      | Самовисування                           | Львівська область         | 125      |            | 27.11.2014          | 29.08.2019         |
| Кіт Андрій Богданович                  |      | Блок Петра Порошенка                    | Львівська область         | 126      |            | 27.11.2014          | 29.08.2019         |
| Козир Борис Юрійович                   |      | Блок Петра Порошенка                    | Миколаївська область      | 127      |            | 27.11.2014          | 29.08.2019         |
| Ільюк Артем Олександрович              |      | Самовисування                           | Миколаївська область      | 128      |            | 27.11.2014          | 29.08.2019         |
| Жолобецький Олександр Олександрович    |      | Блок Петра Порошенка                    | Миколаївська область      | 129      |            | 27.11.2014          | 29.08.2019         |
| Вадатурський Андрій Олексійович        |      | Блок Петра Порошенка                    | Миколаївська область      | 130      |            | 27.11.2014          | 29.08.2019         |
| Лівік Олександр Петрович               |      | Блок Петра Порошенка                    | Миколаївська область      | 131      |            | 27.11.2014          | 29.08.2019         |
| Корнацький Аркадій Олексійович         |      | Блок Петра Порошенка                    | Миколаївська область      | 132      |            | 27.11.2014          | 29.08.2019         |
| Матвійчук Едуард Леонідович            |      | Самовисування                           | Одеська область           | 133      |            | 27.11.2014          | 29.08.2019         |
| Чекіта Геннадій Леонідович             |      | Блок Петра Порошенка                    | Одеська область           | 134      |            | 27.11.2014          | 29.08.2019         |
| Ківалов Сергій Васильович              |      | Самовисування                           | Одеська область           | 135      |            | 27.11.2014          | 29.08.2019         |
| Голубов Дмитро Іванович                |      | Блок Петра Порошенка                    | Одеська область           | 136      |            | 27.11.2014          | 29.08.2019         |
| Клімов Леонід Михайлович               |      | Самовисування                           | Одеська область           | 137      |            | 27.11.2014          | 29.08.2019         |
| Фурсін Іван Геннадійович               |      | Самовисування                           | Одеська область           | 138      |            | 27.11.2014          | 29.08.2019         |
| Пресман Олександр Семенович            |      | Самовисування                           | Одеська область           | 139      |            | 27.11.2014          | 29.08.2019         |
| Гуляєв Василь Олександрович            |      | Самовисування                           | Одеська область           | 140      |            | 27.11.2014          | 29.08.2019         |
| Барвіненко Віталій Дмитрович           |      | Самовисування                           | Одеська область           | 141      |            | 27.11.2014          | 29.08.2019         |
| Кіссе Антон Іванович                   |      | Самовисування                           | Одеська область           | 142      |            | 27.11.2014          | 29.08.2019         |
| Урбанський Олександр Ігорович          |      | Партія Сергія Тігіпка «Сильна Україна»  | Одеська область           | 143      |            | 27.11.2014          | 29.08.2019         |
| Каплін Сергій Миколайович              |      | Блок Петра Порошенка                    | Полтавська область        | 144      |            | 27.11.2014          | 29.08.2019         |
| Бублик Юрій Васильович                 |      | ВО «Свобода»                            | Полтавська область        | 145      |            | 27.11.2014          | 29.08.2019         |
| Шаповалов Юрій Анатолійович            |      | Самовисування                           | Полтавська область        | 146      |            | 27.11.2014          | 29.08.2019         |
| Кулініч Олег Іванович                  |      | Самовисування                           | Полтавська область        | 147      |            | 27.11.2014          | 29.08.2019         |
| Іщейкін Костянтин Євгенович            |      | Блок Петра Порошенка                    | Полтавська область        | 148      |            | 27.11.2014          | 29.08.2019         |
| Река Андрій Олександрович              |      | Народний фронт                          | Полтавська область        | 149      |            | 27.11.2014          | 29.08.2019         |
| Жеваго Костянтин Валентинович          |      | Самовисування                           | Полтавська область        | 150      |            | 27.11.2014          | 29.08.2019         |
| Кутовий Тарас Вікторович               |      | Блок Петра Порошенка                    | Полтавська область        | 151      |            | 27.11.2014          | 14.04.2016         |
| Богдан Руслан Дмитрович                |      | ВО «Батьківщина»                        | Полтавська область        | 151      |            | 06.09.2016          | 29.08.2019         |
| Осуховський Олег Іванович              |      | ВО «Свобода»                            | Рівненська область        | 152      |            | 27.11.2014          | 29.08.2019         |
| Вознюк Юрій Володимирович              |      | Народний фронт                          | Рівненська область        | 153      |            | 27.11.2014          | 29.08.2019         |
| Дехтярчук Олександр Володимирович      |      | Блок Петра Порошенка                    | Рівненська область        | 154      |            | 27.11.2014          | 29.08.2019         |
| Яніцький Василь Петрович               |      | Блок Петра Порошенка                    | Рівненська область        | 155      |            | 27.11.2014          | 29.08.2019         |
| Євтушок Сергій Миколайович             |      | ВО «Батьківщина»                        | Рівненська область        | 156      |            | 27.11.2014          | 29.08.2019         |
| Медуниця Олег Вячеславович             |      | Народний фронт                          | Сумська область           | 157      |            | 27.11.2014          | 29.08.2019         |
| Сугоняко Олександр Леонідович          |      | Блок Петра Порошенка                    | Сумська область           | 158      |            | 27.11.2014          | 29.08.2019         |
| Деркач Андрій Леонідович               |      | Самовисування                           | Сумська область           | 159      |            | 27.11.2014          | 29.08.2019         |
| Молоток Ігор Федорович                 |      | Самовисування                           | Сумська область           | 160      |            | 27.11.2014          | 29.08.2019         |
| Лаврик Микола Іванович                 |      | Блок Петра Порошенка                    | Сумська область           | 161      |            | 27.11.2014          | 29.08.2019         |
| Бухарєв Владислав Вікторович           |      | ВО «Батьківщина»                        | Сумська область           | 162      |            | 27.11.2014          | 29.08.2019         |
| Пастух Тарас Тимофійович               |      | Самовисування                           | Тернопільська область     | 163      |            | 27.11.2014          | 29.08.2019         |
| Головко Михайло Йосифович              |      | ВО «Свобода»                            | Тернопільська область     | 164      |            | 27.11.2014          | 29.08.2019         |
| Юрик Тарас Зіновійович                 |      | Блок Петра Порошенка                    | Тернопільська область     | 165      |            | 27.11.2014          | 29.08.2019         |
| Люшняк Микола Володимирович            |      | Блок Петра Порошенка                    | Тернопільська область     | 166      |            | 27.11.2014          | 29.08.2019         |
| Барна Олег Степанович                  |      | Блок Петра Порошенка                    | Тернопільська область     | 167      |            | 27.11.2014          | 29.08.2019         |
| Писаренко Валерій Володимирович        |      | Самовисування                           | Харківська область        | 168      |            | 27.11.2014          | 29.08.2019         |
| Кірш Олександр Вікторович              |      | Народний фронт                          | Харківська область        | 169      |            | 27.11.2014          | 29.08.2019         |
| Святаш Дмитро Володимирович            |      | Самовисування                           | Харківська область        | 170      |            | 27.11.2014          | 29.08.2019         |
| Хомутиннік Віталій Юрійович            |      | Самовисування                           | Харківська область        | 171      |            | 27.11.2014          | 29.08.2019         |
| Мисик Володимир Юрійович               |      | Самовисування                           | Харківська область        | 172      |            | 27.11.2014          | 29.08.2019         |
| Денисенко Анатолій Петрович            |      | Самовисування                           | Харківська область        | 173      |            | 27.11.2014          | 29.08.2019         |
| Фельдман Олександр Борисович           |      | Самовисування                           | Харківська область        | 174      |            | 27.11.2014          | 29.08.2019         |
| Кацуба Володимир Михайлович            |      | Самовисування                           | Харківська область        | 175      |            | 27.11.2014          | 29.08.2019         |
| Шенцев Дмитро Олексійович              |      | Самовисування                           | Харківська область        | 176      |            | 27.11.2014          | 29.08.2019         |
| Остапчук Віктор Миколайович            |      | Самовисування                           | Харківська область        | 177      |            | 27.11.2014          | 29.08.2019         |
| Добкін Дмитро Маркович                 |      | Самовисування                           | Харківська область        | 178      |            | 27.11.2014          | 29.08.2019         |
| Гіршфельд Анатолій Мусійович           |      | Самовисування                           | Харківська область        | 179      |            | 27.11.2014          | 29.08.2019         |
| Біловол Олександр Миколайович          |      | Самовисування                           | Харківська область        | 180      |            | 27.11.2014          | 29.08.2019         |
| Мураєв Євгеній Володимирович           |      | Самовисування                           | Харківська область        | 181      |            | 27.11.2014          | 29.08.2019         |
| Співаковський Олександр Володимирович  |      | Блок Петра Порошенка                    | Херсонська область        | 182      |            | 27.11.2014          | 29.08.2019         |
| Гордєєв Андрій Анатолійович            |      | Блок Петра Порошенка                    | Херсонська область        | 183      |            | 27.11.2014          | 19.05.2016         |
| Одарченко Юрій Віталійович             |      | ВО «Батьківщина»                        | Херсонська область        | 183      |            | 06.09.2016          | 29.08.2019         |
| Вінник Іван Юлійович                   |      | Блок Петра Порошенка                    | Херсонська область        | 184      |            | 27.11.2014          | 29.08.2019         |
| Хлань Сергій Володимирович             |      | Блок Петра Порошенка                    | Херсонська область        | 185      |            | 27.11.2014          | 29.08.2019         |
| Негой Федір Федорович                  |      | Самовисування                           | Херсонська область        | 186      |            | 27.11.2014          | 29.08.2019         |
| Мельник Сергій Іванович                |      | Самовисування                           | Хмельницька область       | 187      |            | 27.11.2014          | 29.08.2019         |
| Лабазюк Сергій Петрович                |      | Самовисування                           | Хмельницька область       | 188      |            | 27.11.2014          | 29.08.2019         |
| Шинькович Андрій Васильович            |      | Самовисування                           | Хмельницька область       | 189      |            | 27.11.2014          | 29.08.2019         |
| Мацола Роман Миколайович               |      | Блок Петра Порошенка                    | Хмельницька область       | 190      |            | 27.11.2014          | 29.08.2019         |
| Бондар Віктор Васильович               |      | Самовисування                           | Хмельницька область       | 191      |            | 27.11.2014          | 29.08.2019         |
| Герега Олександр Володимирович         |      | Самовисування                           | Хмельницька область       | 192      |            | 27.11.2014          | 29.08.2019         |
| Мельниченко Володимир Володимирович    |      | Самовисування                           | Хмельницька область       | 193      |            | 27.11.2014          | 29.08.2019         |
| Петренко Олег Миколайович              |      | Блок Петра Порошенка                    | Черкаська область         | 194      |            | 27.11.2014          | 29.08.2019         |
| Зубик Володимир Володимирович          |      | Самовисування                           | Черкаська область         | 195      |            | 27.11.2014          | 29.08.2019         |
| Бобов Геннадій Борисович               |      | Самовисування                           | Черкаська область         | 196      |            | 27.11.2014          | 29.08.2019         |
| Голуб Владислав Володимирович          |      | Блок Петра Порошенка                    | Черкаська область         | 197      |            | 27.11.2014          | 29.08.2019         |
| Рудик Сергій Ярославович               |      | Самовисування                           | Черкаська область         | 198      |            | 27.11.2014          | 29.08.2019         |
| Ничипоренко Валентин Миколайович       |      | Самовисування                           | Черкаська область         | 199      |            | 27.11.2014          | 29.08.2019         |
| Яценко Антон Володимирович             |      | Самовисування                           | Черкаська область         | 200      |            | 27.11.2014          | 29.08.2019         |
| Федорук Микола Трохимович              |      | Народний фронт                          | Чернівецька область       | 201      |            | 27.11.2014          | 29.08.2019         |
| Рибак Іван Петрович                    |      | Блок Петра Порошенка                    | Чернівецька область       | 202      |            | 27.11.2014          | 29.08.2019         |
| Тіміш Григорій Іванович                |      | Блок Петра Порошенка                    | Чернівецька область       | 203      |            | 27.11.2014          | 29.08.2019         |
| Бурбак Максим Юрійович                 |      | Народний фронт                          | Чернівецька область       | 204      |            | 27.11.2014          | 29.08.2019         |
| Куліч Валерій Петрович                 |      | Блок Петра Порошенка                    | Чернігівська область      | 205      |            | 27.11.2014          | 19.05.2015         |
| Березенко Сергій Іванович              |      | Блок Петра Порошенка «Солідарність»     | Чернігівська область      | 205      |            | 02.09.2015          | 29.08.2019         |
| Атрошенко Владислав Анатолійович       |      | Блок Петра Порошенка                    | Чернігівська область      | 206      |            | 27.11.2014          | 28.01.2016         |
| Микитась Максим Вікторович             |      | Самовисування                           | Чернігівська область      | 206      |            | 06.09.2016          | 29.08.2019         |
| Євлахов Анатолій Сергійович            |      | Блок Петра Порошенка                    | Чернігівська область      | 207      |            | 27.11.2014          | 29.08.2019         |
| Давиденко Валерій Миколайович          |      | ВАО «ЗАСТУП»                            | Чернігівська область      | 208      |            | 27.11.2014          | 29.08.2019         |
| Кодола Олександр Михайлович            |      | Народний фронт                          | Чернігівська область      | 209      |            | 27.11.2014          | 29.08.2019         |
| Дмитренко Олег Миколайович             |      | Блок Петра Порошенка                    | Чернігівська область      | 210      |            | 27.11.2014          | 29.08.2019         |
| Рибчинський Євген Юрійович             |      | Блок Петра Порошенка                    | м.Київ                    | 211      |            | 27.11.2014          | 29.08.2019         |
| Сташук Віталій Филимонович             |      | Народний фронт                          | м.Київ                    | 212      |            | 27.11.2014          | 29.08.2019         |
| Береза Борислав Юхимович               |      | Самовисування                           | м.Київ                    | 213      |            | 27.11.2014          | 29.08.2019         |
| Чумак Віктор Васильович                |      | Блок Петра Порошенка                    | м.Київ                    | 214      |            | 27.11.2014          | 29.08.2019         |
| Іллєнко Андрій Юрійович                |      | ВО «Свобода»                            | м.Київ                    | 215      |            | 27.11.2014          | 29.08.2019         |
| Супруненко Олександр Іванович          |      | Самовисування                           | м.Київ                    | 216      |            | 27.11.2014          | 29.08.2019         |
| Білецький Андрій Євгенійович           |      | Самовисування                           | м.Київ                    | 217      |            | 27.11.2014          | 29.08.2019         |
| Ар'єв Володимир Ігорович               |      | Блок Петра Порошенка                    | м.Київ                    | 218      |            | 27.11.2014          | 29.08.2019         |
| Третьяков Олександр Юрійович           |      | Блок Петра Порошенка                    | м.Київ                    | 219      |            | 27.11.2014          | 29.08.2019         |
| Константіновський Вячеслав Леонідович  |      | Народний фронт                          | м.Київ                    | 220      |            | 27.11.2014          | 29.08.2019         |
| Ємець Леонід Олександрович             |      | Народний фронт                          | м.Київ                    | 221      |            | 27.11.2014          | 29.08.2019         |
| Андрієвський Дмитро Йосипович          |      | Блок Петра Порошенка                    | м.Київ                    | 222      |            | 27.11.2014          | 29.08.2019         |
| Левченко Юрій Володимирович            |      | ВО «Свобода»                            | м.Київ                    | 223      |            | 27.11.2014          | 29.08.2019         |

Примітки:
Відповідно частини п'ятої статті 8 закону «Про забезпечення прав і свобод громадян та правовий режим на тимчасово окупованій території України» вибори на території Автономної Республіки Крим (округи 1-10) і Севастополя (округи 224, 225) не проводилися. Також не відбулися вибори в 9 округах Донецької (41-44, 51, 54-56, 61) і 6 округах Луганської (104, 105, 108—111) областей.
Кличко В. В. (№ 1 списку «Блоку Петра Порошенка»), Палиця І. П. (№ 34 списку «Блоку Петра Порошенка»), Лєдовських Д. М. (№ 73 списку «Народного фронту»), Воскресенський В. О. (№ 24 списку «Об'єднання „Самопоміч“») визнані такими, які не набули депутатського мандата.
Каспрук О. П. (№ 61 списку «Народного фронту») виключений зі списку партії вже після проведення виборів.
Прокоф'єв А. О. (№ 62 списку «Народного фронту») визнаний таким, що вибув з балотування, у зв'язку зі смертю.
Нікітін Є.В. (№ 85 списку «Народного фронту») визнаний обраним народним депутатом і зареєстрований ЦВК 17 липня 2019 року, проте не набув депутатських повноважень, оскільки Верховна Рада була розпущена, і після його реєстрації не відбулося жодного засідання, тому він не склав присягу народного депутата.
У червні 2016-го року Андрій Вадатурський публічно заявив про вихід із політичної партії “Блок Петра Порошенка”. Про вихід за власним бажанням. Бо ж “не згоден був із політикою на місцях”… Проблеми рідної Миколаївщини для нього виявилися важливіші, аніж конкретна партія.

## Цікаві факти
До складу 8 скликання увійшло також 62 депутати, які раніше підтримали диктаторські закони 16 січня.